# Тшебятув

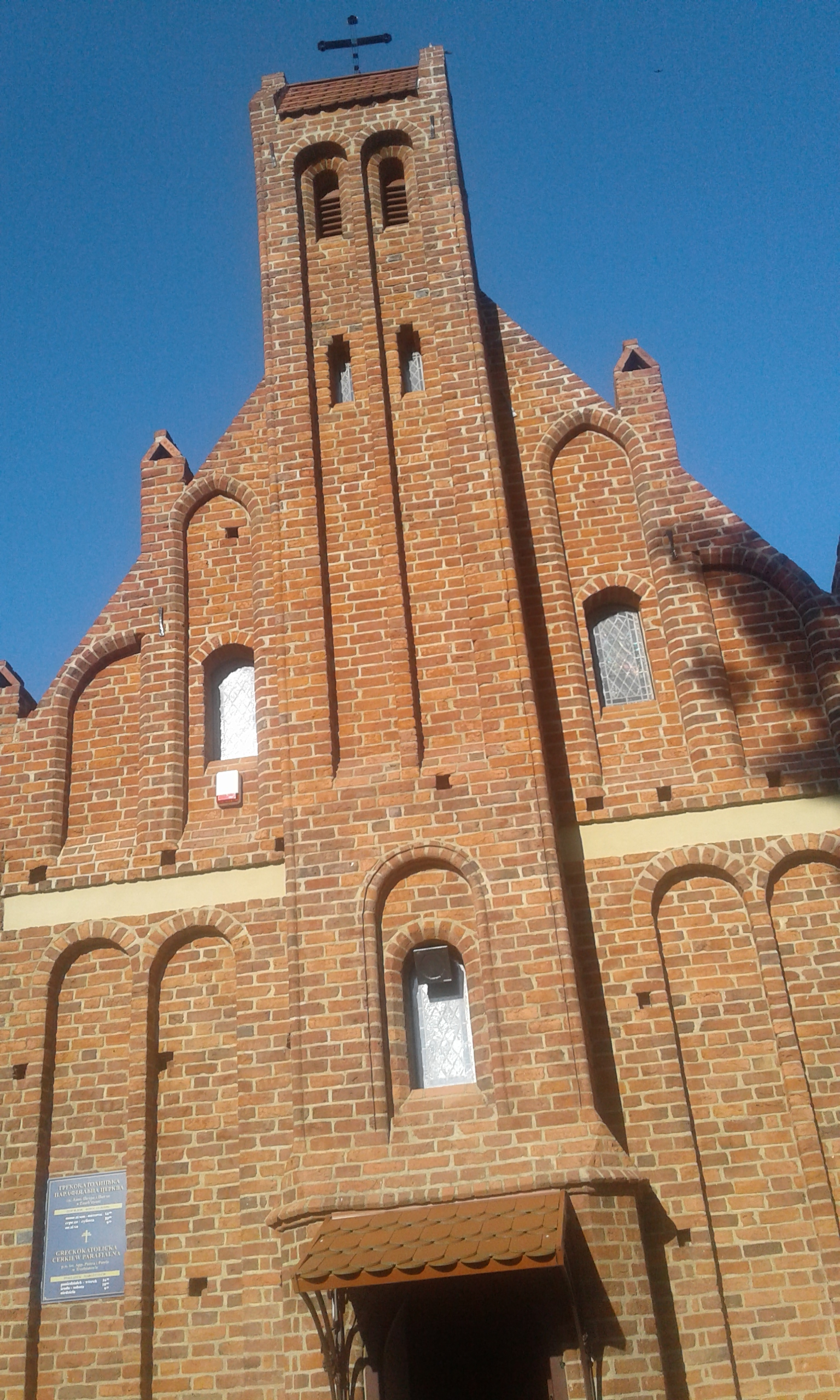
Греко-католицька парафія святих апостолів Петра і Павла

Тшебятув (пол. Trzebiatów, нім. Treptow an der Rega) — місто в північно-західній Польщі, на річці Рега (пол. Rega).

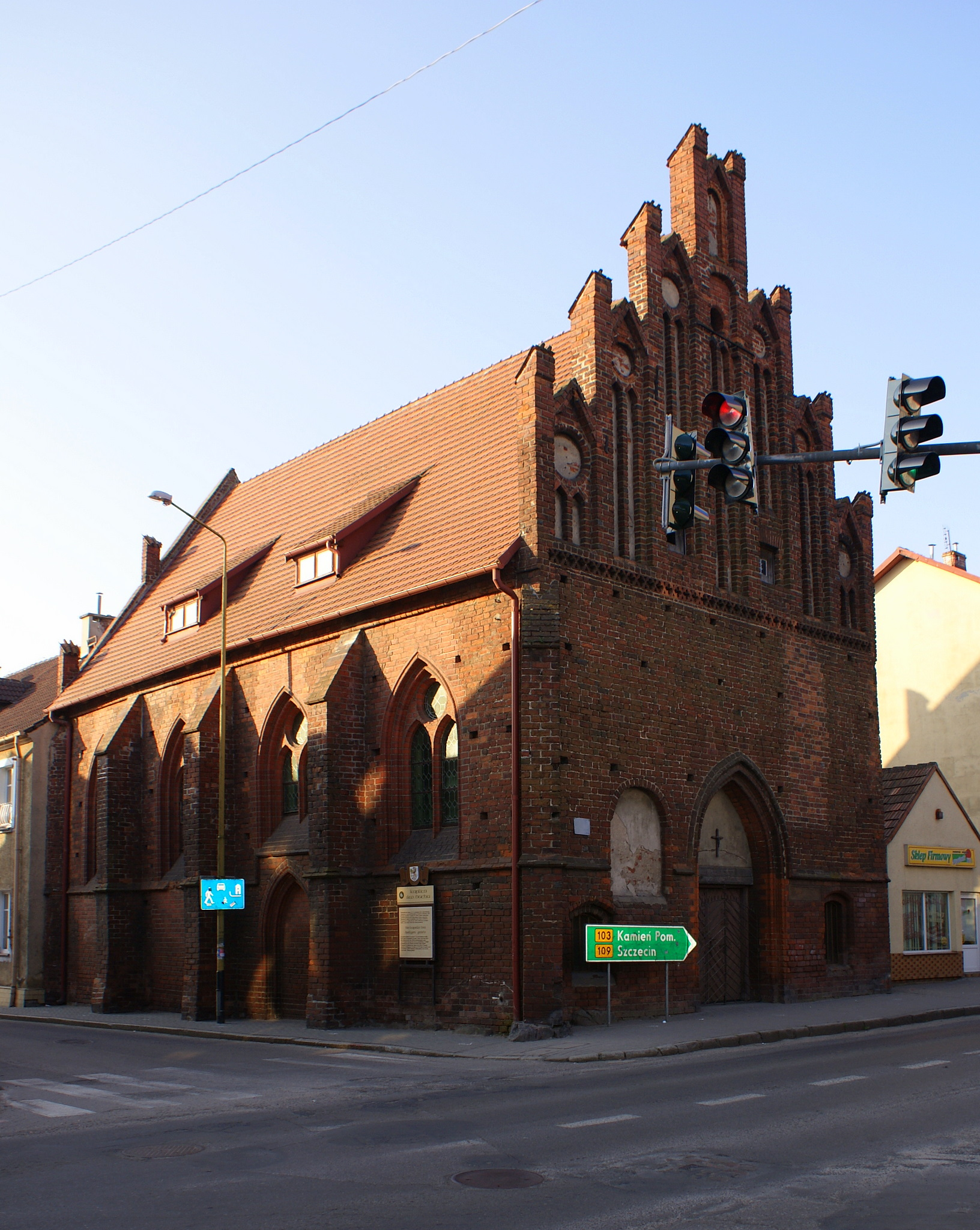
Тшебятув — православна церква

В Тшеб'ятові діє греко-католицька церква, до якої ходять представники української меншини. У кожному богослужінні бере участь приблизно 100 осіб..

На 31 березня 2014 року, в місті було 10 186 жителів.

## Демографія
Демографічна структура станом на 31 березня 2011 року:
|          | Загалом | Допрацездатний вік | Працездатний вік | Постпрацездатний вік |
| -------- | ------- | ------------------ | ---------------- | -------------------- |
| Чоловіки | 5110    | 949                | 3733             | 428                  |
| Жінки    | 5130    | 958                | 3121             | 1051                 |
| Разом    | 10240   | 1907               | 6854             | 1479                 |